# Championnat national des bagadoù 2018
Le championnat national des bagadoù 2018 est la 69e édition du Championnat des bagadoù. La fédération Sonerion organise tous les ans depuis 1949 ces rencontres autour de la musique bretonne jouée en formation bagad. Les bagadoù adhérant à la fédération sont classés en cinq catégories.
En première catégorie, l'année 2018 est marquée par une polémique concernant des airs traditionnels soumis à des droits d'auteur. En attendant une mise au point dans le règlement de 2019, Sonerion décide que le championnat 2018 de première catégorie n'aura pas lieu. Le titre de champion ne sera pas décerné. Les épreuves disputées à Brest et à Lorient ne sont donc pas cette année les deux manches d'un championnat. Elles deviennent deux concours distincts.
L'édition 2018 débute le 25 février, à Brest, par le premier concours de première catégorie. Elle se termine le 4 août 2018, à Lorient, lors de la 48e édition du festival interceltique de la ville.
Les deux concours de première catégorie sont tous deux gagnés par le Bagad Cap Caval, de Plomeur.

## Autour de la compétition

Répartition des différents terroirs pour 2018 :
Première catégorie
Seconde catégorie
Troisième catégorie
Quatrième categorie

Pour les premières manches des quatre premières catégories, Sonerion attribue à chacune un territoire dans lequel les créations des groupes doivent s'ancrer. Ces zones territoriales sont réparties de sorte que l’ensemble des territoires, avec leurs spécificités musicales, soit couvert sur une période de deux ans. En septembre 2016, Sonerion prédéfinit ainsi un cycle pour la période 2017-2024.
La fédération Sonerion change de direction en janvier 2018. Après cinq ans à la tête de l'association, Vonig Fraval laisse la fonction de directrice à Leslie Le Gal.
Les différentes épreuves du championnat connaissent des degrés de couverture médiatique différents. Les deux principaux titres de la presse écrite régionale de Bretagne, à savoir Ouest-France et Le Télégramme ainsi que leurs filiales et éditions locales, assurent une couverture des différentes épreuves ainsi que des évolutions de la plupart des groupes concourants,. Le championnat peut aussi être globalement évoqué cette année-là - lors d'articles généralistes de titres de presse d'autres régions, dans des médias nationaux.

## Première catégorie

### Composition et préparation
Les ensembles du Finistère sont favoris de l'épreuve avec le Bagad Kemper et le Bagad Cap Caval en pointe, et les Morbihannais de la Kevrenn Alré et du Bagad Roñsed-Mor complétant le quatuor de tête attendu. Le Bagad Melinerion de Vannes (5e l'année précédente) vise un podium pour cette édition tout comme la Kevrenn Alre. Le Bagad Sonerien An Oriant vise le maintien, en améliorant de deux ou trois place la 11e place de l'année précédente, tout comme le BSBD.
Le Bagad Plougastell remonte dans cette catégorie, alors que le Bagad de Cesson-Sévigné y concourt pour la première fois. Le bagad Bro Kemperle prend une année sabbatique.

### Épreuve d'hiver à Brest

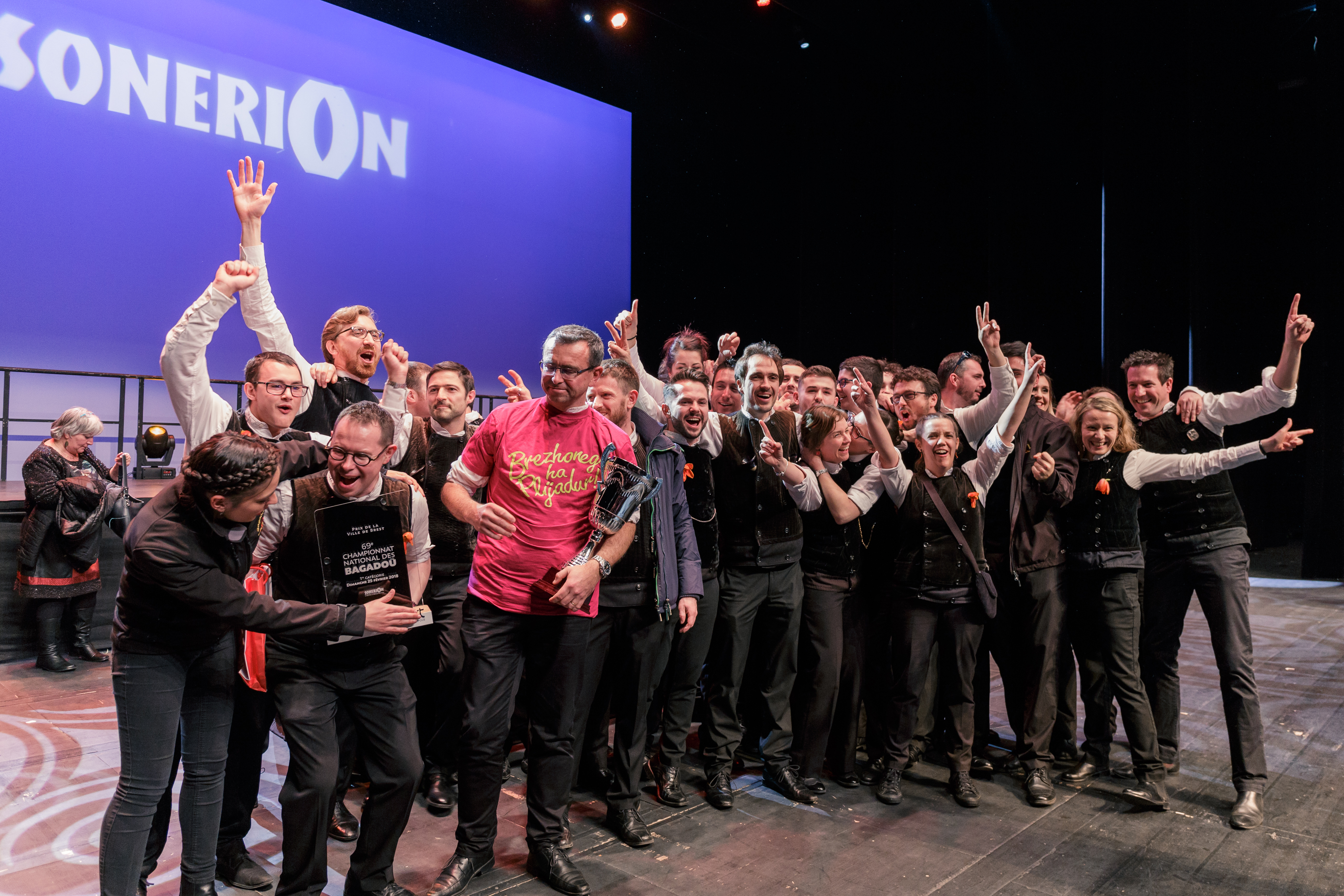
Le Bagad Cap Caval remporte le concours de Brest.

L'épreuve regroupe 650 musiciens lors de 4 heures 30 de concours-concert, pour des suites présentées allant de 9 à 11 minutes. 
Le Bagad Melinerion joue une suite intitulée « Les Cousins sabotiers », du nom d'un des morceaux qui la composent, intégrant aussi un rond de Loudéac et d'autres compositions écrites pour cette épreuve. Le Bagad ar Meilhoù Glaz présente lui la suite « Roule la berouètt » composée de la ballade « Ben l'bonjour petite Jeannette », et accompagné de chants comme « Le galant qui voit mourir sa mie » et d'airs comme « La Violette ou La Trompeuse » et « Bazouges ». La Kerlenn Pondi joue une suite « Sillons » articulée autour de l'air « Les sillons de ton front » d'André Lalycan, et enrichis d'airs de Loudéac. Le Bagad Cap Caval s'inspire lui du réseau de chemin fer breton allant de Carhaix à La Brohinière et des « mineurs » qui l'on construit pour désenclaver la Bretagne à la fin du XIXe siècle. La suite « Rossignolet Saovaij » de la Kevrenn Alre voit son penn-sonner assurer une partie chantée avec la chanteuse Marino Mapihan. Celle du bagad Roñsed-Mor est accompagnée au chant par les sœurs Udo, et reprend des mélodies comme « Dessus le pont de Nantes », ou d'autres airs de Jill Lehart et Jacques Beauchamp.
Le Bagad Cap Caval s'impose avec 17,66 et plus d'un point d'avance sur les deux ensembles du pays d'Auray, la Kevrenn Alre et Roñsed-Mor (respectivement 16,65 et 16,52 points). Le Bagad Kemper finit au pied du podium, place décevante pour le groupe, pénalisé pour n'avoir « pas bien fait vivre le thème ». Les groupes de la 5e à la 9e places se tiennent en un peu plus d'un demi point : Melinerion, 5e avec 14,92, au Bagad de Cesson-Sévigné, 9e avec 14,22. En bas de classement, le Bagad Plougastell ferme la marche avec 12,07 ; quatre groupes se tiennent en 0,5 point (Sonerien An Oriant 10e avec 13,94 points, Bagad Penhars 13e avec 13,47 points). Le prix terroir est remporté par Quic-en-Groigne.

### Pas de championnat de première catégorie en 2018
À Brest, durant cette première épreuve de la première catégorie, un bagad signale qu'un autre bagad a joué un air protégé par des droits d'auteur, ce qui est interdit par le règlement. On s'aperçoit ensuite que d'autres bagadoù sont dans le même cas.
Depuis 2013, le règlement stipule que « les airs interprétés pendant le concours ne doivent en aucun cas être liés à des droits d'auteur. Tout groupe ne respectant pas cette règle se verra déclassé du Championnat… » Et cette interdiction concerne même les airs traditionnels, s'ils sont protégés par des droits d'auteur — ou plus exactement si leurs arrangements sont protégés et s'ils ont été réutilisés en l'état : il suffit que ces arrangements « aient été réalisés par une personne nominativement identifiée, et qu'il y ait un apport créatif suffisant ». À Brest, l'interprétation de ce point du règlement soulève la question : des airs appartenant au patrimoine breton peuvent-ils réellement être déposés auprès d'une société de gestion des droits d'auteur (la Sacem, par exemple), comme le sont des œuvres que l'on a soi-même composées ?
En juin, Sonerion apporte une réponse ferme à cette question :

« La fédération dénonce avec vigueur la privatisation constatée d’airs traditionnels aujourd’hui référencés comme œuvres composées et engage la réflexion et l’action pour protéger de tout dépôt ces thèmes appartenant au patrimoine musical de la Bretagne, mis au service de tous par un travail de collectage considérable et inestimable dont l’antériorité est attestée. »

En attendant que le règlement se fasse précis sur ce point, la fédération Sonerion décide qu'il n'y aura pas de Championnat de première catégorie en 2018, afin que le classement n'en soit pas contesté. Il n'y aura pas de champion 2018. L'épreuve de Lorient sera bien disputée. Mais les épreuves de Brest et de Lorient ne constituent plus les deux manches d'un même concours. Elles deviennent pour cette année deux concours dissociés, pouvant avoir deux lauréats distincts.
Comme il n'y a pas de championnat, il n'y a pas de classement général prenant en compte les deux concours. Aucun groupe de première catégorie ne sera donc relégué. En revanche, Sonerion s'engage à ce que les deux lauréats de la deuxième catégorie accèdent à la première.
En fin d'année, dans le règlement 2019, Sonerion, en accord avec l'association de collectage et de sauvegarde Dastum, précisera que, si des « thèmes attestés de fonds traditionnels de collectage » ont été déposés auprès d'une société de gestion collective, ils l'ont été « à tort » ; et que l'utilisation de ces thèmes est « autorisée ».

### Deuxième concours à Lorient
Pour ce qui concerne 2018, le deuxième concours de première catégorie se déroule donc à Lorient, le 4 août, en ouverture du Festival interceltique. Comme à Brest, le vainqueur est le Bagad Cap Caval, de Plomeur, avec 17,709 points. Le Bagad Kemper, de Quimper, se rachète de sa décevante 4e place de Brest en se hissant à la 2e place à Lorient (17,221 points). Kevrenn Alré, d'Auray, est 3e (16,950 points).
Comme prévu, aucun bagad de première catégorie n'est relégué, et les deux premiers du championnat de deuxième catégorie — le Bagad Boulvriag, de Bourbriac, et le Bagad Beuzeg ar C'hab, de Beuzec-Cap-Sizun — accèdent à l'élite.

## Deuxième catégorie

### Composition et préparation
Le Bagad Saint-Nazaire et le Bagad Elven sont rétrogradés de la première à la deuxième catégorie. Le bagad Sant-Nazer décide de ne pas participer au championnat 2018. Les groupes de Morlaix et Bubry (champion de 3e catégorie) accèdent en 2017 à l’anti-chambre de l’élite. Morlaix bénéficie du maintien en 3e catégorie du Bagad Glazik Kemper.

### Seconde manche à Lorient
La seconde manche se déroulera

## Troisième catégorie

### Composition et préparation
Le Bagad de Morlaix et celui de Bubry ont rejoint la deuxième catégorie en 2017, alors que le Bagad Glazik Kemper, second en 2017, n'a pas pu accéder à l’échelon supérieur, en vertu du règlement : il ne peut y avoir moins de deux catégories entre un bagad phare et la deuxième formation d’une même association (le Bagad Kemper évolue en première catégorie).
Le Bagad Landi de Landivisiau et le Bagad Keriz de Clichy arrivent de la deuxième catégorie. Le bagadig d'Auray, champion 2017 en 4e catégorie, a renoncé à la montée, tandis que le bagad Osismi de Spézet est le seul à faire son entrée en troisième catégorie.
À noter également que les ensembles de Plouha et Guingamp, qui n'ont pas participé au championnat en 2017, ont quitté de leur propre chef la catégorie et se présentent cette année en 4e.

### Première manche à Vannes
Le territoire imposé regroupe le pays Léon et le nord-ouest de la Cornouaille (Plougastel et Kernevodez). Le prix terroir est attribué au bagad Landi.
La première manche se déroule le dimanche 11 mars au Palais des Arts à Vannes. Elle voit le bagad Landi dominer nettement le classement (17,43). Suivent Plabennec et Plomodiern dans un mouchoir de poche (16,15 et 16,12). Puis vient le Glazik Kemper avec la moyenne de 15,90. Le bagad de Clichy, arrivant de la 2ème catégorie, obtient la moyenne de 15,05. 
Le classement se poursuit avec Locminé (14,41), Spézet (14,07), Brest Sant-Mark (14,03), Fougères (13,98), Cap Caval (13,35), Ploërmel (13,02), Vern-sur-Seiche (12,77) et Le Faouët (12,63).

### Seconde manche à Quimper
La seconde manche s'est déroulée le samedi 28 juillet à Quimper dans le cadre du festival de Cornouaille.

## Synthèse des résultats
Légende

### Résultats de la première catégorie
| \| Quimper Cap Caval Alre Roñsed-Mor Pondi Bro Dreger Brieg Melinerion Quic-en-Groigne An Oriant Cesson-Sévigné Plougastell \| Localisation des bagadoù de première catégorie · Quimper compte 3 bagad en première catégorie : · Kemper, Penhars et Meilhoù Glaz. |
| Quimper Cap Caval Alre Roñsed-Mor Pondi Bro Dreger Brieg Melinerion Quic-en-Groigne An Oriant Cesson-Sévigné Plougastell |

| Quimper Cap Caval Alre Roñsed-Mor Pondi Bro Dreger Brieg Melinerion Quic-en-Groigne An Oriant Cesson-Sévigné Plougastell |

### Résultats de la deuxième catégorie
| \| St-Nazaire Karaez Elven Boulvriag Pañvrid ar Beskont Konk Kerne Bro Landerne Pouldergat Hiviz Kombrid Sant-Ewan Bubry Montroulez Beuzeg Bleidi Kamorh \| Localisation des bagadoù de deuxième catégorie. |
| St-Nazaire Karaez Elven Boulvriag Pañvrid ar Beskont Konk Kerne Bro Landerne Pouldergat Hiviz Kombrid Sant-Ewan Bubry Montroulez Beuzeg Bleidi Kamorh                                                       |

| St-Nazaire Karaez Elven Boulvriag Pañvrid ar Beskont Konk Kerne Bro Landerne Pouldergat Hiviz Kombrid Sant-Ewan Bubry Montroulez Beuzeg Bleidi Kamorh |